# Тарбеев, Юрий Васильевич
Юрий Васильевич Тарбеев (8 августа 1931, Чусовой, Свердловская область — 5 июня 2020) — советский и российский учёный в области теоретической и прикладной метрологии. Доктор технических наук, профессор, заслуженный деятель науки РФ, лауреат премии Правительства РФ в области науки и техники.

## Биография
В 1949 году с золотой медалью окончил Чусовскую школу № 7.
В 1955 году окончил электротехнический факультет Высшего военно-морского инженерного ордена Ленина училища им. Ф. Э. Дзержинского в Ленинграде. До 1960 года проходил службу в Военно-морском флоте.
С 1960 по 1967 годы работал в ЦНИИ морского флота, где также окончил аспирантуру и в 1964 году защитил диссертацию на соискание учёной степени кандидата наук по закрытой (военной) тематике.
С марта 1967 года перешёл на работу во Всесоюзном научно-исследовательском институт метрологии имени Д. И. Менделеева, где с ноября 1967 по 1971 год работал руководителем лаборатории, в 1971—1975 годах — заместителем директора, в 1975—1997 годах — генеральным директором, в 1997—2001 годах — научным руководителем, с 2001 года и до конца жизни — главным научным сотрудником.
Принимал участие в создании серии корабельных, переносных и стационарных измерителей физических полей, в работе специального Научного совета по комплексной проблеме «Гидрофизика», созданного в 1967 году при Президиуме АН СССР.
В конце 1970-х годов являлся руководителем разработки государственного стандарта ГОСТ 8.417-81.
В 1981 году защитил докторскую диссертацию. В 1982 году Ю. В. Тарбеев получил учёное звание профессора по кафедре метрологии ВНИИМ.
С 1985 по 1992 годы — председатель совета директоров метрологических НИИ. В 1991 году — заместитель председателя Госстандарта, в 1991—1994 годах — член коллегии Госстандарта РФ. С 1992 по 2013 год — организатор и первый президент Метрологической академии (с декабря 2013 года — почетный президент). В 1994 году избран действительным членом Российской инженерной академии, в 1995 году — действительным членом Нью-Йоркской академии наук.
С 1978 по 1993 годы был председателем Технического комитета «Метрология» Международной конфедерации по измерительной технике. С 1994 по 1998 год был членом Международного комитета мер и весов.
С 1996 года заведовал кафедрой «Информационные системы экологической безопасности» Санкт-Петербургского государственного политехнического университета.
До 2014 года — профессор кафедры «Информационные системы экологической безопасности» Санкт-Петербургского государственного политехнического университета.

## Научная деятельность
Организатор, руководитель и участник фундаментальных исследований в области метрологии и основополагающих работ по созданию государственных эталонов:
- провёл исследования в области методов и средств точных измерений параметров электрических и магнитных полей, гидрофизической аппаратуры;
- в 1967—1975 годах разработал измерительно-информационные системы для уникальных исследований Мирового океана;
- создал основы метрологического обеспечения электрополеметрии;
- в 1976—1979 годах руководил введением в строй Ломоносовского отделения ВНИИМ;
- создал первое в системе Госстандарта научно-производственное объединение (в него входили собственно ВНИИМ, специальное конструкторское бюро, завод «Эталон» и завод «Центрремприбор»);
- в 1977—1989 годах руководил разработкой Ленинградской территориальной системы управления качеством продукции;
- являлся автором около 10 патентов.

## Награды и почётные звания
- Орден Трудового Красного Знамени
- Медаль ордена «За заслуги перед Отечеством» II степени (2002)[7][8]
- Большая Золотая медаль имени Д. И. Менделеева за выдающийся вклад в развитие современной метрологии (2015)
- Заслуженный деятель науки и техники Российской Федерации (29 августа 1994) — за заслуги в научной деятельности[9]
- Лауреат премии Правительства РФ в области науки и техники (1997)[10]
- Заслуженный метролог КООМЕТ (2007)
- Заслуженный профессор Санкт-Петербургского Государственного Политехнического университета
- 7 других медалей СССР и РФ